# چهارمین کا
چهارمین کِی رمانی از ماریو پوزو است که در سال ۱۹۹۰ منتشر شد. داستان در دوران ریاست جمهوری "فرانسیس خاویر کندی" - برادرزاده خیالی جان اف. کندی، رابرت اف. کندی و تد کندی - روایت می‌شود.

## خلاصه داستان
فرانسیس خاویر کندی به ریاست جمهوری می‌رسد، عمدتاً به دلیل میراث پیشینیانش - چهره جذاب، امتیازات و ثروت - و تجسم کامل خوشبینی جوانی است. اما خیلی زود، فرآیندهای سیاسی او را خرد می‌کنند و با از دست دادن ایده‌آل‌هایش، به رهبری کاملاً متفاوت از گذشته تبدیل می‌شود.
وقتی دخترش در یک توطئه تروریستی وحشیانه به گروگان گرفته می‌شود، کندی - که همواره خاطره ترور عموهایش را در ذهن زنده نگه داشته بود - از تمام قدرت خود برای انتقام استفاده می‌کند و به اقدامات خشونت‌آمیزی دست می‌زند. با وقوع این رویدادهای انفجاری، جهانیان و نزدیکانش با ترکیبی از حیرت و وحشت شاهد ماجرا هستند.
ماریو پوزو گفته است: « کتاب چهارم کی یک شکست [تجاری] بود - اما جاه‌طلبانه‌ترین کتاب من بود.» 

## همچنین ببینید
- خانواده کندی